# Tibouchina rubrobracteata
Tibouchina rubrobracteata är en tvåhjärtbladig växtart som beskrevs av R.Romero och P.J.F.Guim.. Tibouchina rubrobracteata ingår i släktet Tibouchina och familjen Melastomataceae. Inga underarter finns listade i Catalogue of Life.